# Jacques Bernoulli (1759-1789)
Pour les articles homonymes, voir Famille Bernoulli.
Pour son grand-oncle, voir Jacques Bernoulli.
Jacques Bernoulli, également appelé Jacques II Bernoulli, né le 17 octobre 1759 à Bâle et mort le 3 juillet 1789 à Saint-Pétersbourg, est un mathématicien suisse, appartenant à la famille Bernoulli. Il est le fils de Jean Bernoulli II (1710-1790) et le petit-fils de Jean Bernoulli (1667-1748).

## Biographie
Après avoir terminé ses études littéraires, il est envoyé à Neuchâtel pour parfaire son français. À son retour, il obtient son diplôme de droit ; toutefois ces études n'ont pas modifié sa passion héréditaire pour la géométrie, les mathématiques et la physique. 
Les premières leçons reçues de son père se poursuivent sous la direction de son oncle Daniel. Ses progrès en sciences sont tels qu'à l'âge de vingt-et-un ans, il est appelé à occuper la chaire de physique expérimentale à Bâle, ce que ne pouvait plus faire son oncle à cause de son âge avancé. 
Il accepte ensuite la charge de secrétaire auprès du comte de Brenner, ce qui lui donne l'occasion de visiter l'Allemagne et l'Italie. En Italie il établit un rapport d'amitié avec Antonio Maria Lorgna, professeur de mathématique à Vérone et fondateur de l'association qui deviendra par la suite l'« Accademia nazionale delle scienze ». 
Il est également nommé membre de la « Società reale di Torino » et, durant son séjour à Venise, est admis, grâce à la recommandation de Nicolaus von Fuss, à l'Académie des sciences de Russie, où il est nommé professeur de mathématique en 1788. En Russie il a effectué d'importantes recherches, spécialement dans les domaines de la balistique et de l'élasticité. 
Deux mois avant d'atteindre l'âge de trente ans, il meurt noyé dans la Neva, en juillet 1789, quelques mois après son mariage avec une petite-fille de Leonhard Euler.
Beaucoup de ses écrits sont contenus dans les six premiers volumes de « Nova Acta Academiae Scientiarum Imperialis Petropolitanae », dans les « Acta Helvetica », les Mémoires des Académies de Berlin et Turin, et dans les publications de son frère Jean.